# قائمة أفراد شوتزشتافل
بين عامي 1925 و1945، نمت شوتزشتافل الألمانية من ثمانية أعضاء إلى أكثر من ربع مليون في فافن إس إس وأكثر من مليون عضو في ألجيماينه إس إس. وأعضاء آخرين في توتنكوبف-إس إس، التي تدير معسكرات الاعتقال والإبادة النازية. تقدم القائمة التالية أفراد قوات الأمن الخاصة- أسماء الأشخاص البارزين الذين يُعدون من بين أكثر أعضاء المنظمة شهرةً أو نفوذاً أو سيئ السمعة.

## الفوهرر (أدولف هتلر)

Oberster SA-Führer and SS Member no. 1 أدولف هتلر في س. ب. باراد في نورمبرج، سبتمبر 1935؛ الأس إيه في اليسار؛ رجل الإس إس يعقوب غريمنغر خلف السيارة

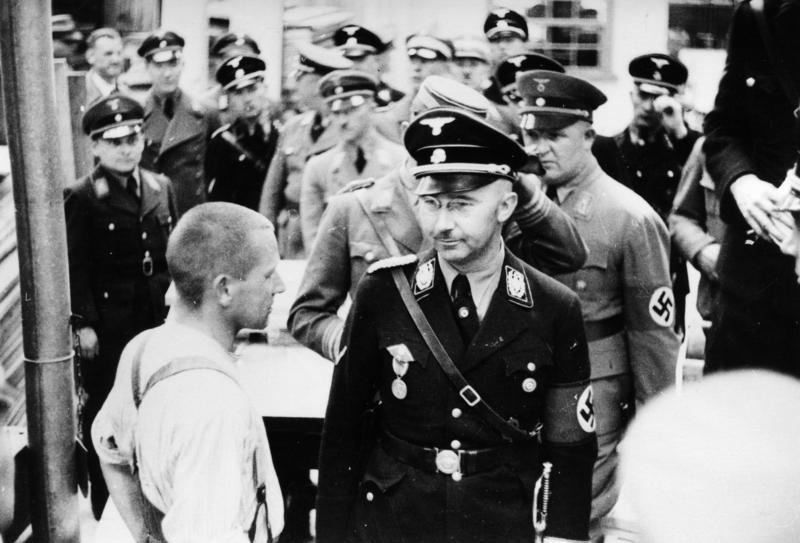
تفتيش قام به الحزب النازي وهيملر في معسكر الاعتقال داكاو في 8 مايو 1936

قبل عام 1934، كانت قوات الأمن الخاصة اسمياً تحت قيادة كتيبة العاصفة ، وبالتالي يمكن القول أن كلا من أدولف هتلر في منصب أوبرستر إس. فوهرر وإرنست روم، بينما تفوق ستابشيف إس إيه على منصب إس إس الأعلى في منصبزعيم الرايخ إس إس. بعد ليلة السكاكين الطويلة، قام هتلر «برفع قوات الأمن الخاصة، التابعة حتى الآن، إلى رتبة منظمة مستقلة». كان هتلر أيضًا عضوًا في الإس إس رقم 1، وكان اميل موريس (يعتبر مؤسس الإس إس) عضوًا رقم 2، بينما كان هيملر عضوًا في الإس إس رقم 168. استنادًا إلى نظام الأقدمية في رقم عضوية الإس إس، جعل هذا هتلر متقدمًا في الإس إس على جميع الأعضاء الآخرين حتى لو لم يكن حسب الترتيب.
بعد ليلة السكاكين الطويلة، عندما أصبحت قوات الأمن الخاصة مستقلة عن الاس إيه (كتيبة العاصفة)، تم إدراج هتلر في قائمة ضباط قوات الأمن الخاصة بصفته العضو رقم 1 واعتبر القائد الأعلى لكامل قوات الأمن الخاصة (Oberster Führer der Schutzstaffel: حرفياً، «القائد الأعلى للإس إس») بحكم منصبه باعتباره فوهرر ألمانيا. لا يوجد أي سجل صور لهتلر يرتدي زيًا عسكريًا فعليًا ولم يكن هناك شارة خاصة لهتلر فوق تلك التي يرتديها هيملر.

### Oberster Führer der Schutzstaffel
| اسم                                                  | موضع                                             | رقم SS | عام  | رقم الحزب | ملاحظات                     |
| ---------------------------------------------------- | ------------------------------------------------ | ------ | ---- | --------- | --------------------------- |
| Oberste Führer der Schutzstaffel لا شارة (1934-1945) |                                                  |        |      |           |                             |
| أدولف هتلر                                           | من مواليد 20 أبريل 1889؛ توفي عندما كان بعمر 56. | 1      | 1934 | 555 3,680 | شغل هذا المنصب هتلر بمفرده. |

## جنرالات الإس إس
فيما يلي قائمة بالأشخاص الذين يشغلون مناصب وكذلك أعلى الرتب الفعلية في شوتزشتافل (الإس إس) منذ البداية الأولى لوحدات قوات الأمن الخاصة المسلحة في ألمانيا النازية. وتشمل الرتب تصميمات مميزة لشارات يرتديها جميع الضباط على نقاط ذوي الياقات البيضاء. 

### الرايخ فوهرر
| اسم                                 | موضع | رقم SS | انضم إلى SS                                                       | رقم الحزب |
| ----------------------------------- | --- | ------ | ----------------------------------------------------------------- | --------- |
| زعيم الرايخ إس إس وصلة= (1925-1945) | |        |                                                                   |           |
| يوليوس شريك                         | أول زعيم الرايخ إس إس 1925-1926 سائق هتلر في وقت لاحق حصل على إس إس-شتاندارتن فوهرر وإس إس-أوبرفورر حصل بعد وفاته على إس إس-بريغيجاديه فوهرر وSS-Ehrenführer - فوج في ميونيخ | 5      | زعيم -قوات الصدمة، رائد SS (1923)؛ انضم رسميا إلى الإس إس (1925)  | 53        |
| جوزيف بيرشتولد                      | زعيم الرايخ إس إس الثانية 1926-1927 |        | زعيم لقوات الصدمة؛ رائد SS (1923)                                 | 750       |
| ارهارد هايدن                        | زعيم الرايخ إس إس الثالث 1927-1929 |        | عضو في قوات الصدمة، رائد SS (1923)؛ انضم رسميا إلى الإس إس (1925) | 74        |
| هاينريش هيملر                       | رايشفوهرر الرابع 1929-1945 قائد الشرطة الألمانية وزير الداخلية قائد الجيش البديل                                                                                             | 168    | 2 أغسطس 1925                                                      | 14303     |
| كارل هانكه                          | زعيم الرايخ إس إس النهائي 1945 | 203013 | 15 فبراير 1933                                                    | 102606    |

### Oberst-Gruppenführer (العقيد جنرال)
| اسم                                          | موضع                                                                     | رقم SS | انضم إلى SS    | رقم الحزب |
| -------------------------------------------- | ------------------------------------------------------------------------ | ------ | -------------- | --------- |
| Oberst-Gruppenführer وصلة= (أبريل 1942-1945) |                                                                          |        |                |           |
| كورت دالوج                                   | قائد شرطة النظام (Orpo-Order Police)                                     | 1119   | 1928           | 31981     |
| سيب ديتريش                                   | القائد الأصلي للايبشتاندارته أدولف هتلر والقائد اللاحق لجيش بانزر السادس | 1177   | 5 مايو 1928    | 89015     |
| بول هوسر                                     | قائد فيلق بانزر إس إس الثاني                                             | 239795 | فبراير 1934    | 4158779   |
| فرانز زافير شوارتز                           | أمين صندوق الحزب النازي                                                  | 38500  | 16 سبتمبر 1931 | 6         |

## SS-Kapellmeister
| اسم                             | موضع                                                                   | الجنسية | انضم إلى الحزب النازي | انضم إلى SS | سنوات من الخدمة |
| ------------------------------- | ---------------------------------------------------------------------- | ------- | --------------------- | ----------- | --------------- |
| هيرمان بول ماكسيميليان أبيندروث | من مواليد 19 يناير 1883؛ زعيم غرفة موسيقى الرايخ. توفي في 29 مايو 1956 | ألمانية | 1934                  | 1937        | 1934-1945       |